# مقتل محمد التميمي
مقتل محمد هيثم إبراهيم التميمي (3 يناير 2021 في رام الله – 5 يونيو 2023 في رمات غان) هو طفلٌ فلسطيني، قتلهُ رصاص عشوائي أطلقه جنود من جيش الاحتلال الإسرائيلي المتواجدين في برج مراقبة لحاجز عسكري على مدخل قرية النبي صالح شمال غرب محافظة رام الله والبيرة في 2 يونيو 2023.
أُعلن عن استشهاد محمد متأثرًا بإصابته في 5 يونيو 2023.

## الحادث
مساء يوم الجمعة الموافق 2 يونيو 2023، كان محمد التميمي وعائلته يخططون للخروج من المنزل، وخلال وجوده بصحبة والده في مركبة العائلة أمام منزلهم الذي يبعد نحو 300 متر الحاجز العسكري على مدخل قرية النبي صالح شمال غرب محافظة رام الله والبيرة، بدأ جنود الاحتلال الإسرائيلي بإطلاق النار العشوائي صوب المركبة بعد إضاءة مصابيحها.
أُصيب محمد برصاصة في رأسه، فيما تعرض والده هيثم لإصابة في كتفه.
ذكر رئيس مجلس قروي قرية النبي صالح ناجي التميمي: «أن الطفل ووالده الجريحين نقلا إلى مدخل مستوطنة "نيفي تسوف" المقامة على أراضي القرية، حيث نقلت مروحية الطفل إلى أحد المستشفيات، فيما نقل والده إلى المستشفى الاستشاري بمدينة رام الله.»
لاحقًا أغلقت قوات الاحتلال الحاجز العسكري، ومنعت الدخول والخروج كما واصلت اقتحام عدة أحياء بالقرية، وإطلاق النار بين الحين والآخر صوب السكان الفلسطينيين. أُصيب شاب بالرصاص المطاطي، وعدة آخرين بالاختناق جراء قنابل الغاز السام التي أطلقها جنود الاحتلال الإسرائيلي لقمع تظاهرات سكان القرية. يتعرض منزل عائلة محمد التميمي لإطلاق قنابل ورصاص باستمرار نتيجة وقوعه قرب الحاجز العسكري.
كما ذكرت نجمة داود الحمراء في بيان لها: «في الساعة 20:52 تم تلقي بلاغ على الخط الساخن 101 عن إصابتين بطلقات نارية على شارع 465 بالقرب من نفيه تسوف، حيث قدم مسعفو نجمة داود الحمراء والمسعفون الطبيون بالتعاون مع القوة الطبية التابعة للجيش الإسرائيلي العلاج الطبي على الفور للمصابين الفلسطينيين.»
كما ذكرت: «بعد عمليات إنعاش عاد قلب الطفل للنبض ويجري نقله بمشاركة مسعفين من نجمة داود الحمراء والجيش في طائرة مروحية لمستشفى شيبا في تل هشومير وهو على أجهزة التنفس في حالة خطرة غير مستقرة.»
ذكر بيان للجيش الإسرائيلي أن النقطة العسكرية قرب مستوطنة نفيه تسوف قرب قرية النبي صالح بالإضافة إلى المستوطنة قد تعرضت لإطلاق نار من خلية إرهابية لمدة 11 دقيقة.
ووفقًا للجيش الإسرائيلي فإنه "نتيجة للنيران الحية التي أطلقها الجيش... أصيب فلسطينيان" أحدهما طفل نُقل مع والده في مروحية إلى مستشفى إسرائيلي. كما عبّر عن "أسفه لإلحاق الأذى بغير المقاتلين".

## ما بعد الحادث
سُلم جثمان محمد التميمي في 5 يونيو 2023 على حاجز قرب قرية رنتيس شمال غرب محافظة رام الله والبيرة، حيث نُقل إلى مجمع فلسطين الطبي الذي انطلقت منه الجنازة في 6 يونيو 2023 إلى قرية النبي صالح حيث شيع ودفن.
أُصيب عددٌ من الفلسطينيين نتيجةً لاشتباكات اندلعت مع جنود إسرائيليين وقف جنود إسرائيليون في مكان ليس ببعيد عن مكان الدفن، وأغلقوا الحاجز العسكري على مدخل القرية.

## ردود الفعل

### الفلسطينية
- حسين الشيخ، أمين سر اللجنة التنفيذية لمنظمة التحرير الفلسطينية نشر عبر تويتر: «هذا الطفل عمره سنتان من قرية النبي صالح قضاء رام الله. توفي برصاص جنود الاحتلال الاسرائيلي !!! ماذا ستقول سلطات الاحتلال عنه ؟ ارهابي؟ عرّض حياة جنودهم للخطر ؟! الاحتلال هو الارهاب بعينه. مع الاحتلال تسقط القيم والاخلاق والانسانية والضمير. اين العدالة وحقوق الانسان والطفل مما يجري في فلسطين ؟!!! احتلال محصن بصمت دولي.»[10]
- صبري صيدم، عضو اللجنة المركزية لحركة فتح: «إن قتل الطفل التميمي جريمة تضاف إلى سجل الجرائم التي تقترفها قوات الاحتلال، في الوقت الذي يقف فيه العالم دون أن يتخذ أي إجراء على الأرض لوقف جرائمها.»[7]

### الدولية
- الاتحاد الأوروبي: أعرب عن خالص تعازيه لأسرة الطفل التميمي، وطالب بضمان المساءلة في التحقيق الجاري حاليًا، وضرورة توفير الحماية للأطفال والمدنيين في جميع الظروف.[11]
- جامعة الدول العربية: أدانت الجريمة التي ارتكبها جنود الاحتلال الإسرائيلي بحق الطفل التميمي، كما اعتبرت إعدامه جريمة ضد الإنسانية، وانتهاك صارخ للقانون الدولي والقانون الدولي الإنساني والاتفاقيات المعنية بحقوق الإنسان وحقوق الطفل.[11]
- منظمة التعاون الإسلامي: أدانت الأمانة العامة للمنظمة استمرار الأفعال التي ترتكبها قوات الاحتلال الإسرائيلي، والتي كان آخرها الجريمة التي أدت إلى استشهاد الطفل التميمي.[11]
- مقرر الأمم المتحدة الخاص المعني بالأراضي الفلسطينية المحتلة، فرانشيسكا ألبانيز: قالت في تغريدة عبر تويتر: "أصغر التوابيت هي الأثقل".[11]
- وزير الدولة البريطاني لشؤون الشرق الأوسط وشمال أفريقيا اللورد طارق أحمد: «صدمت عندما علمت بوفاة الطفل محمد التميمي البالغ من العمر عامين بعد إطلاق القوات الإسرائيلية النار عليه يوم الخميس. أفكاري وصلواتي مع عائلة محمد.»[11]